# Eva Prager
Eva Sophie Prager O.C. (geboren am 9. Oktober 1912 in Berlin als Eva Sophie Oppenheimer; gestorben 24. Juni 2010 in Montreal) war eine deutsch-kanadische Grafikerin und Malerin.

## Biografie
Eva Oppenheimer war die einzige Tochter der Fanny Sternfeld (1889–1987) und des Malers Joseph Oppenheimer. Sie hatte einen Bruder, Hans (John) Alfred Oppenheimer (1909–1994).
Anfangs wurde sie von ihrem Vater ausgebildet. Dann studierte sie an der Akademie der Bildenden Künste Berlin. Sie ließ sich an der École Paul Colin in Paris ausbilden, wo sie sich mit Marc Chagalls Tochter Ida anfreundete. Wieder in Berlin arbeitete sie als Gebrauchsgrafikerin. Im Jahr 1933 emigrierte sie mit der Herkunftsfamilie nach London, wo sie wieder als Gebrauchsgrafikerin arbeiten konnte. Als Bühnenbildnerin arbeitete mit Oliver Messel. Um 1938 studierte sie im Display Departement der Londoner Reimann School bei Heinz Loew und Else Taterka.
Am 16. Oktober 1934 heiratete sie in London Ernst Richard Prager, den sie bereits im Berlin kennen gelernt hatte. Der Sohn Vincent wurde 1944 in London geboren. 1949 ließ sich die Familie in Montreal nieder, wo Eva Prager ihre Karriere als Werbegrafikerin fortsetzte. Sie arbeitete für Unternehmen und Organisationen wie Courtauld’s und die kanadische Luxuswarenhauskette Holt Renfrew. Die Anzeigen wurden in Zeitschriften und Zeitungen in ganz Kanada abgedruckt. Sie entwarf Zeitschriftencover und illustrierte Zeitschriftenartikel für kanadische Publikationen wie Chatelaine, The Montrealer, Weekend Magazine und Westmount Examiner. Vom Weekend Magazine wurde sie 1961 nach Hollywood geschickt, um die Kinder von Filmstars wie Debbie Reynolds, Jayne Mansfield und Alan Ladd zu porträtieren, woraus sich auch persönliche Freundschaften ergaben. In den folgenden Jahren baute sie ihre Karriere als Porträtmalerin aus: Sie malte Pierre Trudeau und seine Kinder, darunter Justin Trudeau, Gérald Fauteux, Marc Garneau, Craig Kielberger, Celia Franca, Yehudi Menuhin, Linus Pauling und Erzbischof Daniel Bohan. Oppenheimer-Prager malte darüber hinaus Landschaften.
Eva Oppenheimer-Prager starb in ihrem Atelier kurz vor ihrem 98. Geburtstag an einem Schlaganfall. Sie ist neben ihrem Ehemann und ihren Eltern auf dem Mount Royal Cemetery begraben.
Das Oppenheimer-Prager Museum in St. Andrews entstand auf Initiative von Vincent Prager im Anwesen Dayspring, dass 1928 für den amerikanischen Geschäftsmann Lewis Egerton Smoot gebaut wurde. Es zeigt Werke von Joseph Oppenheimer und Eva Prager.

## Ehrungen
Am 21. Oktober 1999 erhielt sie die Auszeichnung Officer of the Order of Canada. 2002 wurde sie mit der Queen Elizabeth II Golden Jubilee Medal geehrt.